# Gebiet um Kuppinger und Jettinger Weg
Gebiet um Kuppinger und Jettinger Weg ist ein Landschaftsschutzgebiet (Schutzgebietsnummer 1.15.060) im Landkreis Böblingen. 

## Lage und Beschreibung
Das Schutzgebiet entstand durch Sammelverordnung des Landratsamts Böblingen vom 10. Oktober 1974, die mehrere Schutzgebiete umfasste. Mit dem Inkrafttreten dieser Verordnung trat die Verordnung des Landratsamts Böblingen vom 30. Dezember 1959 über den Schutz von Landschaftsteilen im Kreisgebiet außer Kraft.
Das Landschaftsschutzgebiet liegt westlich des Herrenberger Stadtteils Haslach und erstreckt sich nach Nordosten bis in die Gemarkung von Kuppingen. Es gehört zum Naturraum 122-Obere Gäue.

## Schutzzweck
Wesentlicher Schutzzweck ist die Erhaltung der Strohgäulandschaft. Die charakteristischen Landschaftsteile sollen für die Erholungsnutzung gesichert werden und das Gebiet soll vor weiterer Zersiedlung geschützt werden.